# Silvia Paternòvá di Spedalotto
Princezna Silvia, vévodkyně vdova z Aosty (rozená Silvia Ottavia Costanza Maria Paternò di Spedalotto; * 31. prosince 1953 Palermo) je italská šlechtična, která je vdovou po princi Amadeovi, vévodovi z Aosty.

## Život
Silvia se narodila 31. prosince 1953 Vincenzu Paternòvi di Spedalotto, 6. markýzi di Regiovanni, a jeho manželce Rosanně Bellardové e Ferrarisové, stala se tak dcerou šlechtické rodiny z Palerma.
V roce 1987 Silvia získala diplom ze studia v Arezzu. Diplom jí umožnil působit jako dobrovolná sestra Italského červeného kříže (CRI). Působila na různých humanitárních misích v Keni, Iráku a Rumunsku, z nichž poslední jí vynesla bronzovou medaili za zásluhy od CRI. Působí také jako čestná prezidentka etického hnutí za mezinárodní obranu krucifixu (MEDIC).
Silvia si vzala prince Amedea v roce 1987 ve Ville Spedalotto a stala se tak jeho druhou manželkou. Byli manželé 34 let, až do jeho smrti 1. června 2021.